# Ochropleura piemontecola
Ochropleura piemontecola là một loài bướm đêm trong họ Noctuidae.